# Yamaha GTS1000
A Yamaha GTS1000 legújabb technológiai újításokkal rendelkezett amikor 1993-ban elkezdték gyártani.. A vízhűtéses, DOHC 5-szelepes párhuzamos 4-hengeres 1000 cm3-es motor elektromos benzin befecskendezéssel, katalizátorral rendelkezik a kisebb emissziós kibocsátás érdekében. Az újonnan kifejlesztett omega alakú alumínium váz és első kerék szétválasztott kormányzási és felfüggesztési funkciót tesz lehetővé, a kezelhetőséget fokozva.

## Külső hivatkozások
- Yamaha motorkerékpárok